# Linnean Medal

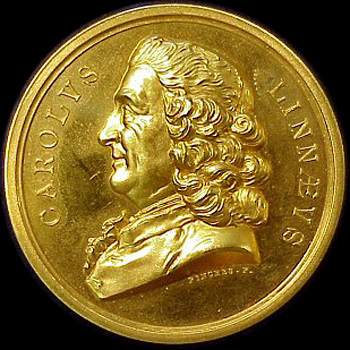
Een Linnean Medal

De Linnean Medal is een wetenschappelijke onderscheiding die in mei 1888 door de Linnean Society of London bij zijn honderdjarig bestaan is ingesteld. Het is de hoogste onderscheiding die de Linnean Society uitreikt voor verdiensten voor de wetenschap. De prijs wordt vanaf de eerste uitreiking aan Joseph Dalton Hooker en Richard Owen afwisselend aan een zoöloog of een botanicus uitgereikt, of zoals vanaf 1958 gebruikelijk is aan een botanicus en een zoöloog in hetzelfde jaar. In de jaren 1942-1945 werd de Linnean Medal niet uitgereikt. Tot 1976 was de Linnean Medal van goud.
Aan de ene zijde van de medaille is een portret van Carolus Linnaeus afgebeeld met het opschrift "CAROLUS LINNÆUS". Aan de andere zijde staat het opschrift "SOCIETAS LINNÆANA OPTIME MERENTI" (vroeger stond er "LINNÆENSIS" in de plaats van "LINNÆANA") en het jaar van uitreiking en de naam van de onderscheiden wetenschapper.

## Ontvangers van de Linnean Medal
- 1888 - Joseph Dalton Hooker en Richard Owen
- 1889 - Alphonse Louis Pierre Pyrame de Candolle
- 1890 - Thomas Huxley
- 1891 - Jean Baptiste Édouard Bornet
- 1892 - Alfred Russel Wallace
- 1893 - Daniel Oliver
- 1894 - Ernst Haeckel
- 1895 - Ferdinand Cohn
- 1896 - George James Allman
- 1897 - Jacob Georg Agardh
- 1898 - George Charles Wallich
- 1899 - John Gilbert Baker
- 1900 - Alfred Newton
- 1901 - George King
- 1902 - Albert von Kölliker
- 1903 - Mordecai Cubitt Cooke
- 1904 - Albert C.L.G. Günther
- 1905 - Eduard Strasburger
- 1906 - Alfred Merle Norman
- 1907 - Melchior Treub
- 1908 - Thomas Roscoe Rede Stebbing
- 1909 - Frederick Orpen Bower
- 1910 - Georg Ossian Sars
- 1911 - Hermann Graf zu Solms-Laubach
- 1912 - R.C.L. Perkins
- 1913 - Adolf Engler
- 1914 - Otto Bütschli
- 1915 - Joseph Henry Maiden
- 1916 - Frank Evers Beddard
- 1917 - Henry Brougham Guppy
- 1918 - Frederick DuCane Godman
- 1919 - Isaac Bayley Balfour
- 1920 - Ray Lankester
- 1921 - Dukinfield Henry Scott
- 1922 - Edward Bagnall Poulton
- 1923 - Thomas Frederic Cheeseman
- 1924 - William Carmichael McIntosh
- 1925 - Francis Wall Oliver
- 1926 - Edgar Johnson Allen
- 1927 - Otto Stapf
- 1928 - Edmund Beecher Wilson
- 1929 - Hugo de Vries
- 1930 - James Peter Hill
- 1931 - Karl Ritter von Goebel
- 1932 - Edwin Stephen Goodrich
- 1933 - Robert Hippolyte Chodat
- 1934 - Sidney Frederick Harmer
- 1935 - David Prain
- 1936 - John Stanley Gardiner
- 1937 - Frederick Frost Blackman
- 1938 - D'Arcy Thompson
- 1939 - Elmer Drew Merrill
- 1940 - Arthur Smith Woodward
- 1941 - Arthur Tansley
- 1942-1945 - niet uitgereikt
- 1946 - William Thomas Calman en Frederick Ernest Weiss
- 1947 - Maurice Jules Gaston Corneille Caullery
- 1948 - Agnes Arber
- 1949 - David Meredith Seares Watson
- 1950 - Henry Nicholas Ridley
- 1951 - Theodor Mortensen
- 1952 - Isaac Henry Burkill
- 1953 - Patrick Alfred Buxton
- 1954 - Felix Eugen Fritsch
- 1955 - John Graham Kerr
- 1956 - William Henry Lang
- 1957 - Erik Stensiö
- 1958 - Gavin de Beer en William Bertram Turrill
- 1959 - H.M. Fox en Carl Skottsberg
- 1960 - Libbie H. Hyman en H. Hamshaw Thomas
- 1961 - E.W. Mason en Frederick Stratten Russell
- 1962 - N.L. Bor en George Gaylord Simpson
- 1963 - Sidnie M. Manton en W.H. Pearsall
- 1964 - Richard E. Holttum en Carl Frederick Abel Pantin
- 1965 - John Hutchinson en John Ramsbottom
- 1966 - G.S. Carter en Harry Godwin
- 1967 - Charles Sutherland Elton en Charles Edward Hubbard
- 1968 - A. Gragan en T.M. Harris
- 1969 - Irene Manton en Ethelwyn Trewavas
- 1970 - E.J.H. Corner en E.I. White
- 1971 - C.R. Metcalfe en J.E. Smith
- 1972 - A.R. Clapham en A.S. Romer
- 1973 - G. Ledyard Stebbins en John Zachary Young
- 1974 - Willi Hennig en Josias Braun-Blanquet
- 1975 - A.S. Watt en Philip Sheppard
- 1976 - William T. Stearn
- 1977 - Ernst Mayr en T.G. Tutin
- 1978 - O.K.H. Hedberg en Thomas Stanley Westoll
- 1979 - R.McN. Alexander en P.W. Richards
- 1980 - Geoffrey Clough Ainsworth en Roy Crowson
- 1981 - B.L. Burtt en Cyril Astley Clarke
- 1982 - Peter Hadland Davis en P.H. Greenwood
- 1983 - Cecil Terence Ingold en M.J.D. White
- 1984 - J.G. Hawkes en J.S. Kennedy
- 1985 - Arthur Cain en Jeffrey Harborne
- 1986 - Arthur Cronquist en P.C.C. Garnham
- 1987 - G. Fryer en Vernon Heywood
- 1988 - J.L. Harley en Richard Southward
- 1989 - William Donald Hamilton en David Smith
- 1990 - Ghillean Prance en F. Gwendolen Rees
- 1991 - William Gilbert Chaloner en R.M. May
- 1992 - Richard Evans Schultes en Stephen Jay Gould
- 1993 - Barbara Pickersgill en L.P. Brower
- 1994 - Frank Round en Alec Jeffreys
- 1995 - Stuart Max Walters en John Maynard Smith
- 1996 - John Heslop-Harrison en K. Vickerman
- 1997 - Enrico Coen en Rosemary Helen Lowe-McConnell
- 1998 - Mark Chase en C. Patterson
- 1999 - Philip Barry Tomlinson en Q. Bone
- 2000 - Bernard Verdcourt en M.F. Claridge
- 2001 - Chris Humphries en D.J. Nelson
- 2002 - Sherwin Carlquist en W.J. Kennedy
- 2003 - Pieter Baas en Bryan Campbell Clarke
- 2004 - Geoffrey Allen Boxshall en John Dransfield
- 2005 - Paula Rudall en Andrew Smith
- 2006 - David Mabberley en Richard A. Fortey
- 2007 - Phil Cribb en Thomas Cavalier-Smith
- 2008 - Jeffrey Duckett en Stephen Donovan
- 2009 - Peter Ashton en Michael Akam
- 2010 - Dianne Edwards en Derek Yalden
- 2011 - Brian Coppins en Charles Godfray
- 2012 - Stephen Blackmore en Peter Holland
- 2013 - Kingsley Wayne Dixon
- 2014 - Niels Kristensen en Hans Walter Lack
- 2015 - Engik Soepadmo, Claus Nielsen en Rosmarie Honegger
- 2016 - Sandra Knapp en Georgina Mace
- 2017 - Charlie Jarvis en David Rollinson
- 2018 - Kamaljit S. Bawa, Jeremy Holloway en Sophien Kamoun
- 2019 - Vicki Funk en Samuel T. Turvey
- 2020 - Ben Sheldon en Juliet Brodie
- 2021 - Mary Jane West-Eberhard en Shahina Ghazanfar
- 2022 - Rohan Pethiyagoda en Sebsebe Demissew
- 2023 - Sandra Díaz
- 2024 - Paul Upchurch
- 2025 - David Macdonald